# 22. skupina astronautů NASA

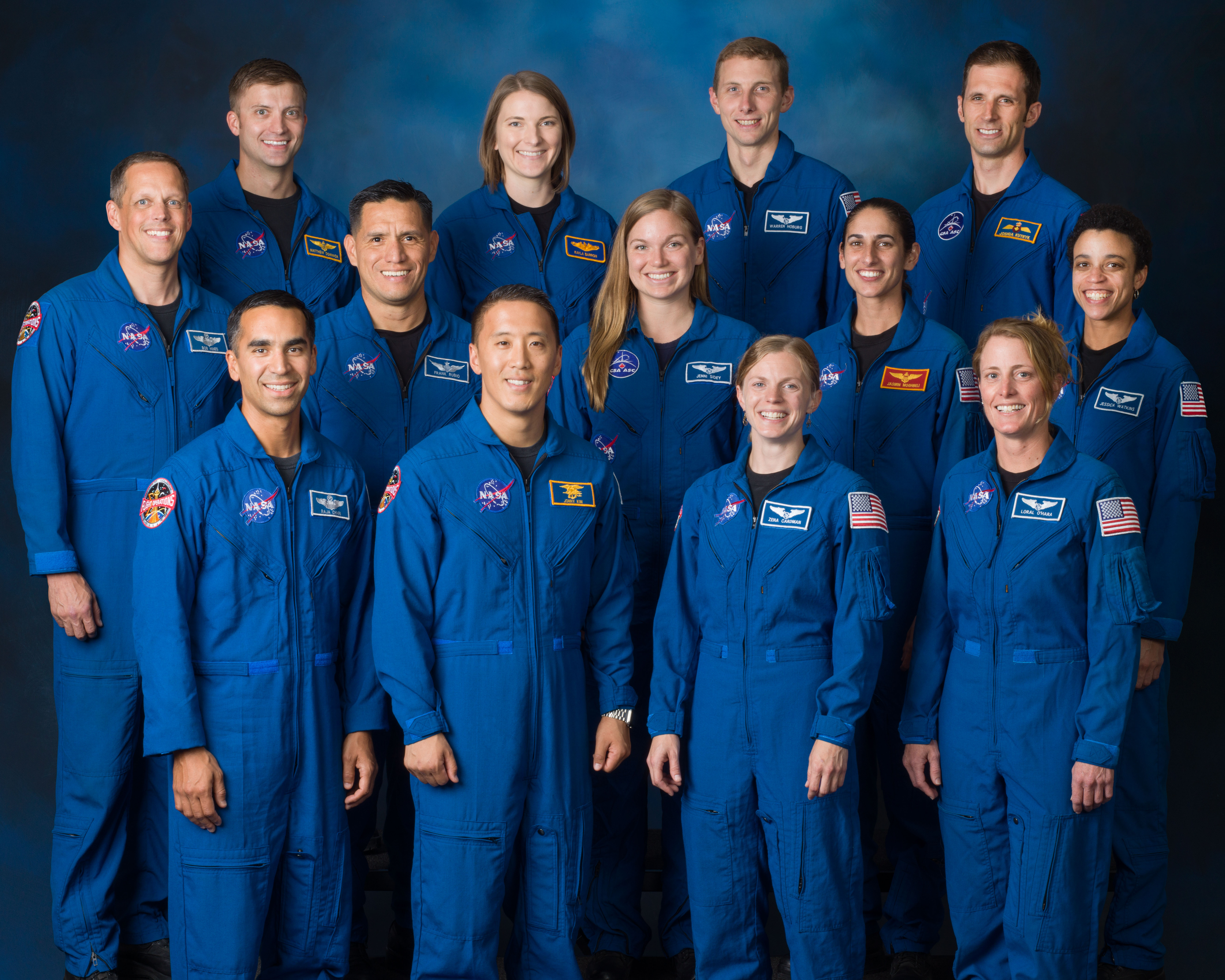
Nahoře zleva Dominick, Barronová, Hoburg, Kutryk, uprostřed Hines, Rubio, Sideyová, Moghbeliová, Watkinsová, dole Chari, Kim, Cardmanová, O' Harová.

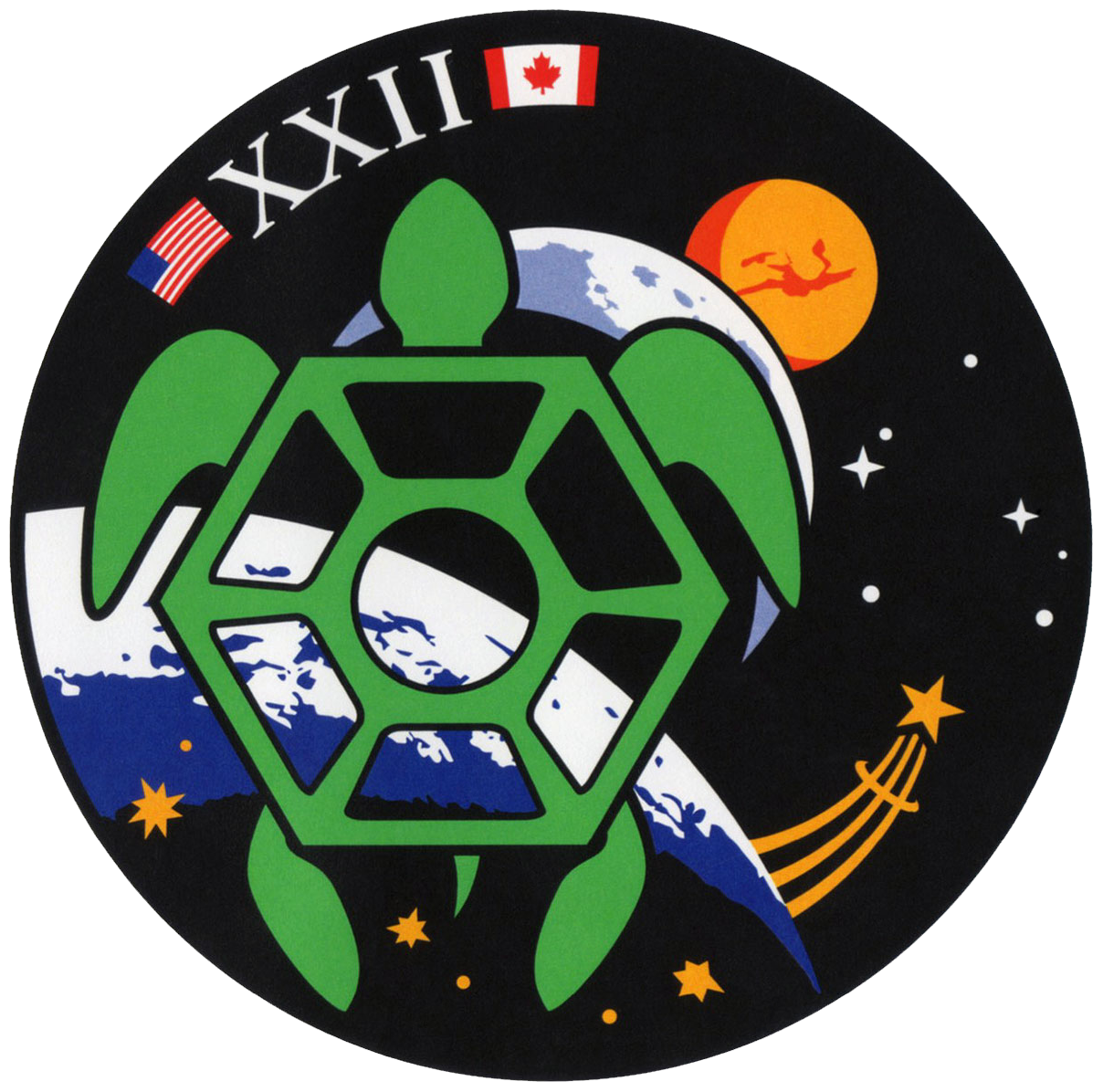

22. skupina astronautů NASA je čtrnáctičlenný tým složený v roce 2017 z kandidátů na astronauty, které vybrala americká vesmírná agentura NASA a spolupracující kanadská agentura CSA. Skupina byla pojmenována The Turtles (Želvy) a základní výcvik ukončila v lednu 2020.

## Historie skupiny
NASA oznámila vytvoření další, už 22. třídy astronautů 4. listopadu 2015 s tím, že příjem žádostí začne 14. prosince 2015 a potrvá do poloviny února 2016. Poslední den akceptace žádostí pak nastal 18. února a agentura o den později oznámila, že dostala rekordní počet přihlášek – více než 18 300.
Osm až čtrnáct vybraných uchazečů mělo být známo do poloviny následujícího roku. A tak se i stalo, NASA za přítomnosti tehdejšího viceprezidenta Mikea Pence oznámila 12 jmen 7. června 2017. Byli jimi: Kayla Barronová, Zena Cardmanová, Raja Chari, Matthew Dominick, Robert Hines, Warren Hoburg, Jonny Kim, Robb Kulin, Jasmin Moghbeliová, Loral O’Harová, Francisco Rubio, Jessica Watkinsová.
Když se 22. skupina sjela 21. srpna 2021 do JSC k zahájení tréninku, připojili se k ní ještě Joshua Kutryk a Jennifer Sideyová. Partnerská kanadská vesmírná agentura CSA jejich výběr z bezmála 4 tisíc uchazečů po ročním procesu oznámila 1. července 2017.
Po roce tréninku skupina o jednu z Želv přišla – Robb Kulin k 31. srpnu 2018 rezignoval na členství v oddílu astronautů a odešel z NASA. Stal se tak teprve třetím kandidátem na astronauta v historii, který agenturu opustil před dokončením výcviku. Svůj krok vysvětlil osobními důvody, které dále nebyly nijak komentovány.
Jeho kolegové pak úspěšně prošli všemi etapami tréninku, po všech zkouškách a certifikacích obdrželi 10. ledna 2020 své odznaky astronautů a stali se plnoprávnými členy oddílu astronautů NASA.
Prvními z nich, kteří odletěli do vesmíru, byli Kayla Barronová a Raja Chari, kteří se v listopadu 2021 společně vydali na půlroční misi SpaceX Crew-3. Jako poslední ze členů skupiny se na svou první misi vydala v srpnu 2025 Zena Cardmanová.

### Pojmenování The Turtles (Želvy)
Název skupině podle tradice přidělili členové skupiny předchozí, kteří zvolili označení Želvy jako reakci na skutečnost, že jen pár dní po nástupu 22. skupiny k výcviku byla velká část Houstonu zaplavena v důsledku řádění hurikánu Harvey.

## Seznam členů skupiny
| Astronaut          | Uskutečněné a budoucí mise               | Celkový čas letů             | Astronautem do |
| ------------------ | ---------------------------------------- | ---------------------------- | -------------- |
| Kayla Barronová    | SpaceX Crew-3 (Expedice 66)              | 176 dní, 2 hodiny a 39 minut | aktivní        |
| Zena Cardmanová    | SpaceX Crew-11 (Expedice 73)/(74)        | 1. let dosud 3 dní           | aktivní        |
| Raja Chari         | SpaceX Crew-3 (Expedice 66)              | 176 dní, 2 hodiny a 39 minut | aktivní        |
| Matthew Dominick   | SpaceX Crew-8 (Expedice 71)              | 235 dní, 3 hodiny a 35 minut | aktivní        |
| Robert Hines       | SpaceX Crew-4 (Expedice 67)              | 170 dní, 13 hodin a 2 minuty | aktivní        |
| Warren Hoburg      | SpaceX Crew-6 (Expedice 69)              | 185 dní, 22 hodin, 43 minut  | aktivní        |
| Jonathan Kim       | Sojuz MS-27 (Expedice 73)                | 1. let dosud 118 dní         | aktivní        |
| Jasmin Moghbeliová | SpaceX Crew-7 (Expedice 70)              | 199 dní, 6 hodin, 20 minut   | aktivní        |
| Loral O’Harová     | Sojuz MS-24 (Expedice 70)                | 203 dní, 15 hodin, 33 minut  | aktivní        |
| Francisco Rubio    | Sojuz MS-22/Sojuz MS-23 (Expedice 68/69) | 370 dní, 21 hodin a 22 minut | aktivní        |
| Jessica Watkinsová | SpaceX Crew-4 (Expedice 67)              | 170 dní, 13 hodin a 2 minuty | aktivní        |
|                    |                                          |                              |                |
| Joshua Kutryk      | Boeing Starliner-1                       | (dosud neletěl)              | aktivní        |
| Jennifer Sideyová  |                                          | (dosud neletěla)             | aktivní        |

Kurzívou jsou vyznačeny budoucí lety, zeleným podbarvením let právě probíhající.